# Hemicytheria pokornyi
Hemicytheria pokornyi is een mosselkreeftjessoort uit de familie van de Hemicytheridae. De wetenschappelijke naam van de soort is voor het eerst geldig gepubliceerd in 1962 door Hartmann-Schröder & Hartmann.